# Bahnhof Ebermannstadt

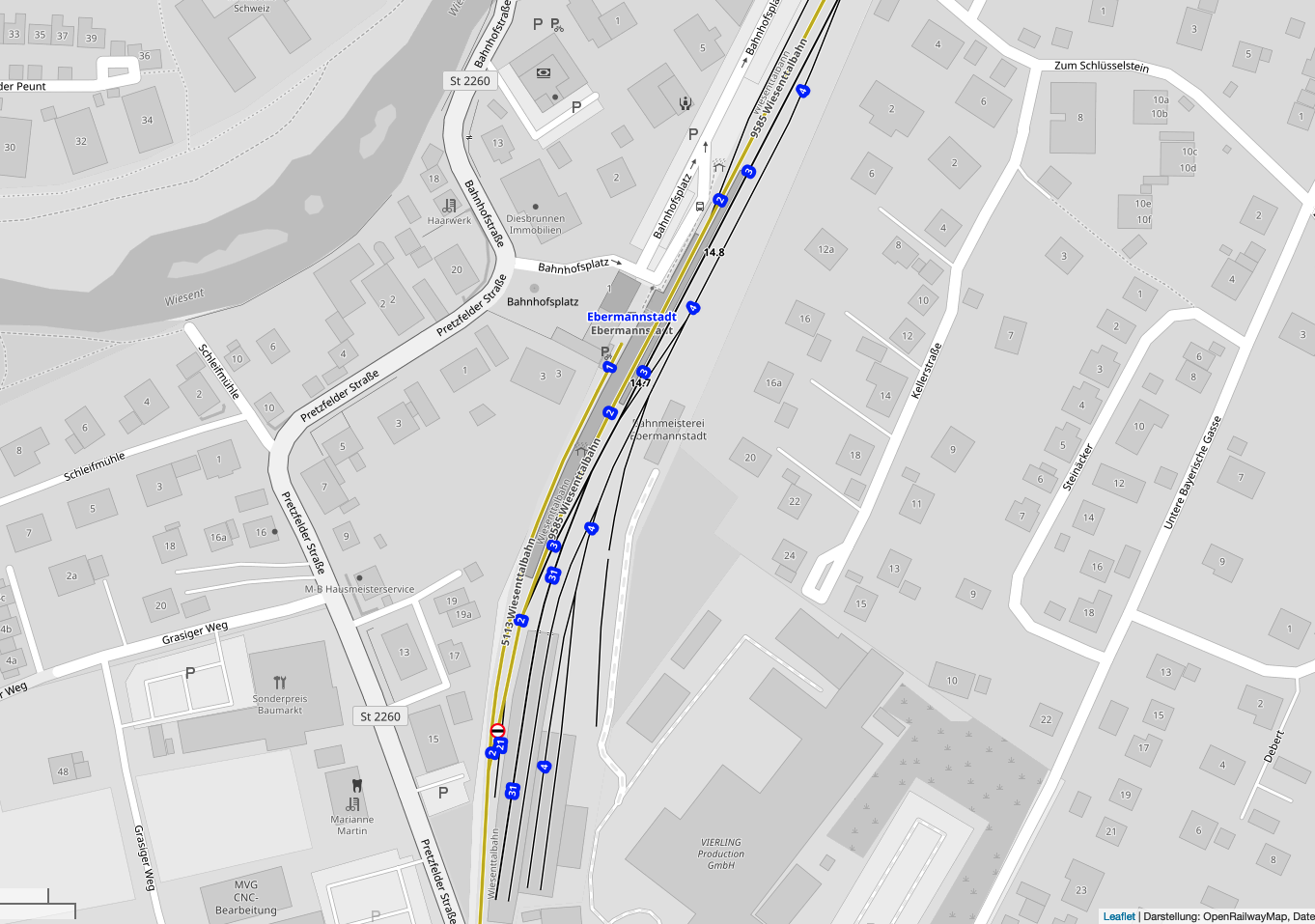
Gleisplan
Gelb: Gleise der DB mit SR1,
Schwarz/Süd: Gleise der DFS mit Betriebshallen

Der Bahnhof Ebermannstadt ist ein Personenbahnhof in der oberfränkischen Kleinstadt Ebermannstadt. Er ist ein Durchgangsbahnhof auf der Nebenbahn Forchheim–Behringersmühle.

## Lage
Der Bahnhof liegt im Süden der Stadt, etwa sechs Gehminuten vom Stadtzentrum entfernt.

## Geschichte
In Betrieb genommen wurde der Bahnhof mit der Eröffnung der Lokalbahn zwischen Forchheim und der damaligen Kreisstadt Ebermannstadt am 1. Juni 1891. Aufgrund einiger Uneinigkeiten der Gemeinden im Wiesenttal in Bezug auf die Trassenführung wurde die geplante Strecke nach Gößweinstein (bzw. Behringersmühle) zunächst nicht weiter verlängert, stattdessen ging am 4. Oktober 1915 die etwa elf Kilometer lange Verlängerung der Bahnstrecke nach Heiligenstadt in Betrieb. Der Erste Weltkrieg beeinträchtigte zu dieser Zeit massiv den Ausbau der Bahnstrecken in der Fränkischen Schweiz. Als dieser zu Ende war, nahm die Deutsche Reichsbahn den weiteren Ausbau der Bahnstrecke nach Behringersmühle auf, konnte diese aber aus finanziellen Gründen immer nur in kurzen Abschnitten fertigstellen. Am 15. Juni 1922 war das Teilstück bis Muggendorf, am 9. Juli 1927 bis zum Bahnhof Gößweinstein und am 5. Oktober 1930 schließlich bis nach Behringersmühle fertiggestellt.
Der Betrieb war ab diesem Zeitpunkt auf die Relation Forchheim–Behringersmühle ausgelegt, Reisende nach Heiligenstadt mussten im Bahnhof Ebermannstadt umsteigen. Der Bahnhof diente damit als Abzweigbahnhof, auch wenn die beiden Bahnstrecken betrieblich erst im nördlich von Ebermannstadt folgenden Bahnhof Gasseldorf getrennt wurden.
Auf dem Streckenabschnitt Ebermannstadt–Heiligenstadt wurde der Verkehr mit der Zunahme des motorisierten Individualverkehrs und des damit verbundenen Rückgangs der Fahrgastzahlen am 29. Mai 1960 für den Personenverkehr, am 26. Mai 1968 auch für den Güterverkehr eingestellt und die Trasse wurde wenig später vollständig abgebaut.

## Anlagen
Nördlich des Bahnhofes liegt seit 1980 die Infrastrukturgrenze zwischen DB Netz (1980 noch Deutsche Bundesbahn) und der Dampfbahn Fränkische Schweiz (DFS). Der planmäßige Personenverkehr nach Forchheim benutzt nur das südlich des Empfangsgebäudes endende Stumpfgleis 1. Der übrige Bahnhof wird weitgehend von der DFS genutzt. Im Süden des Bahnhofs hat die DFS ihre Betriebsanlagen mit einem Lokschuppen. Zum 50-jährigen Jubiläum im Juli 2024 konnte die Neuerrichtung eines Kohlebansen und Wasserkrans zur Befüllung von Dampflokomotiven gefeiert werden.

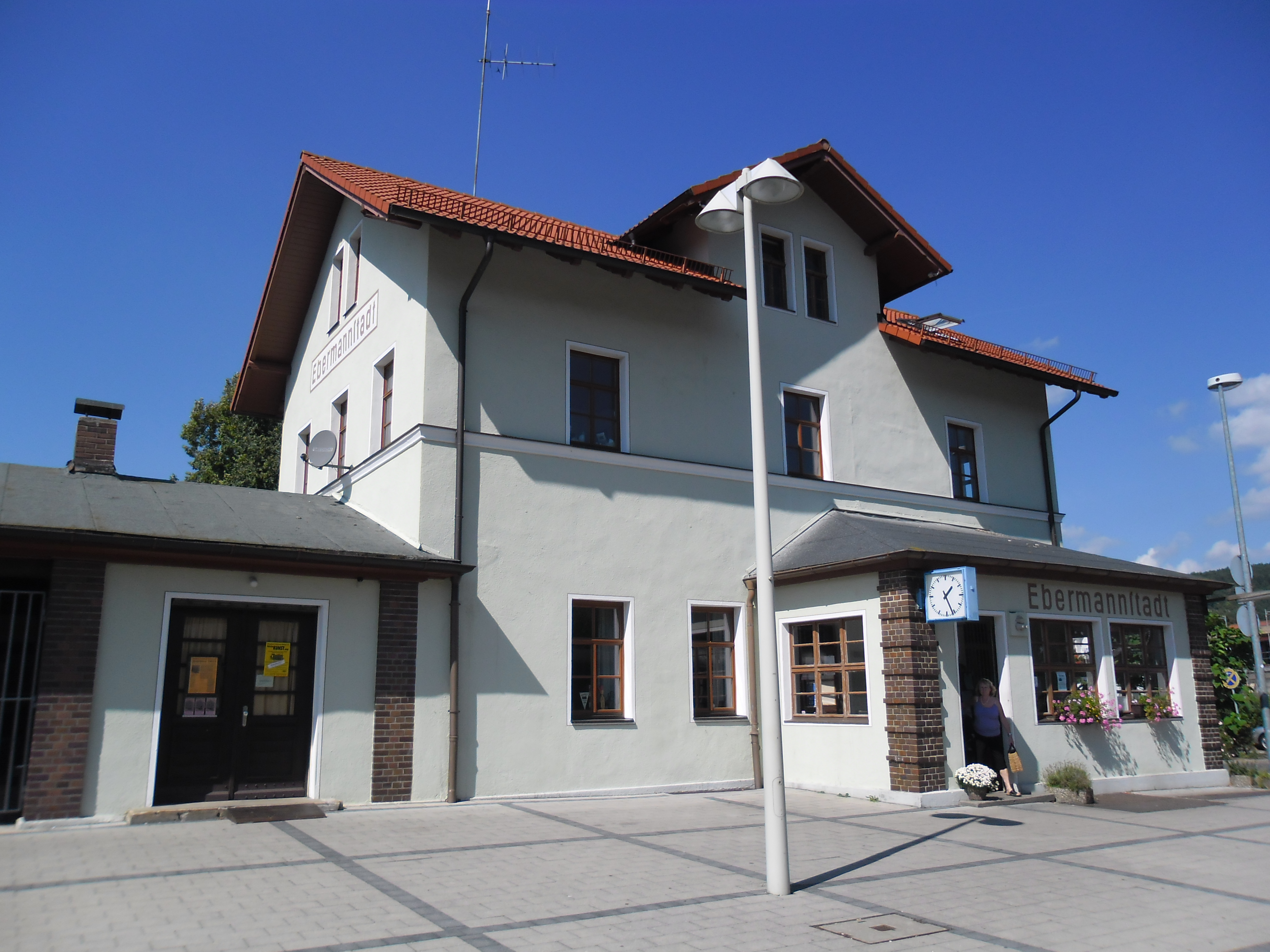
Empfangsgebäude (2011)
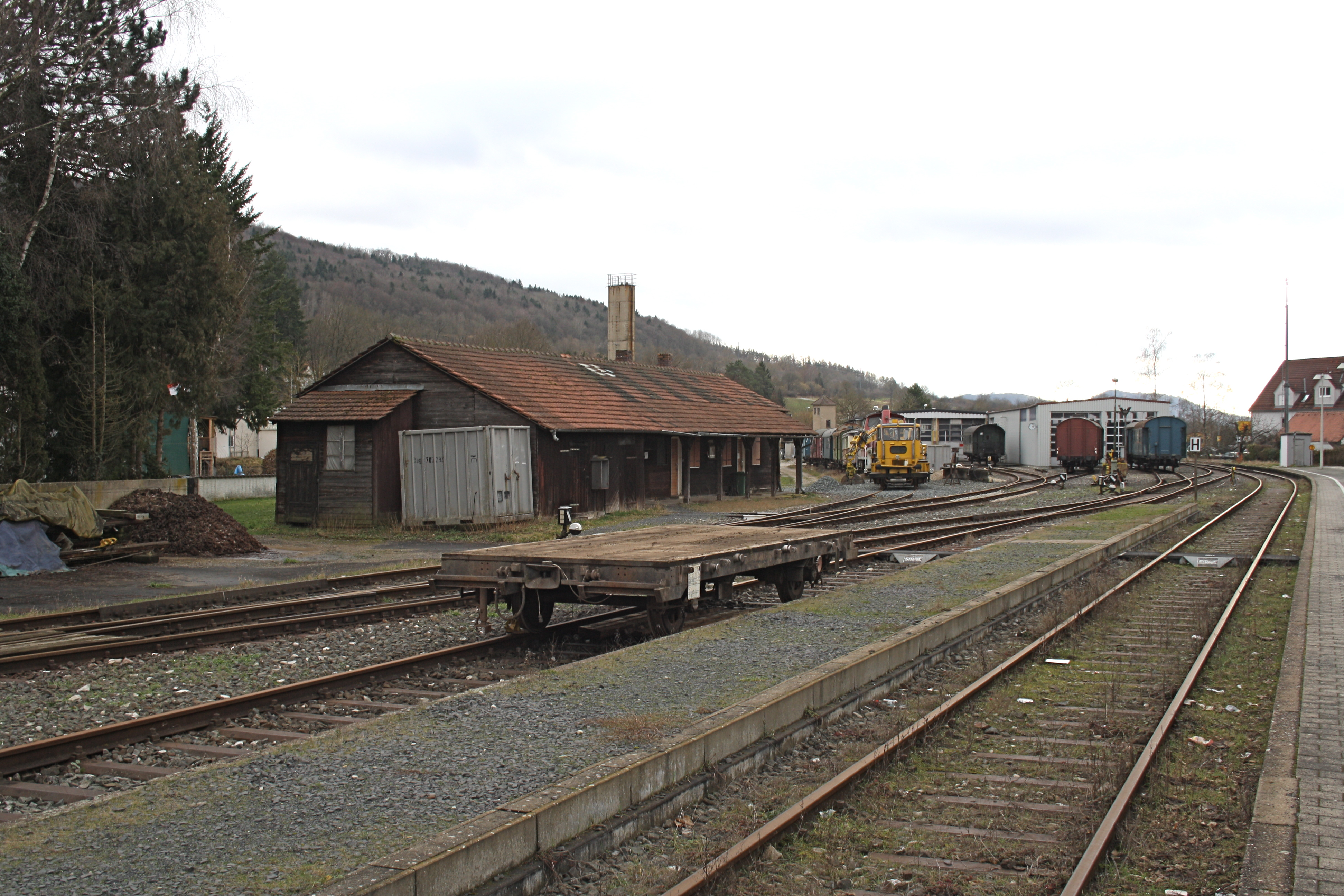
Anlagen der Dampfbahn Fränkische Schweiz, Blickrichtung Süden
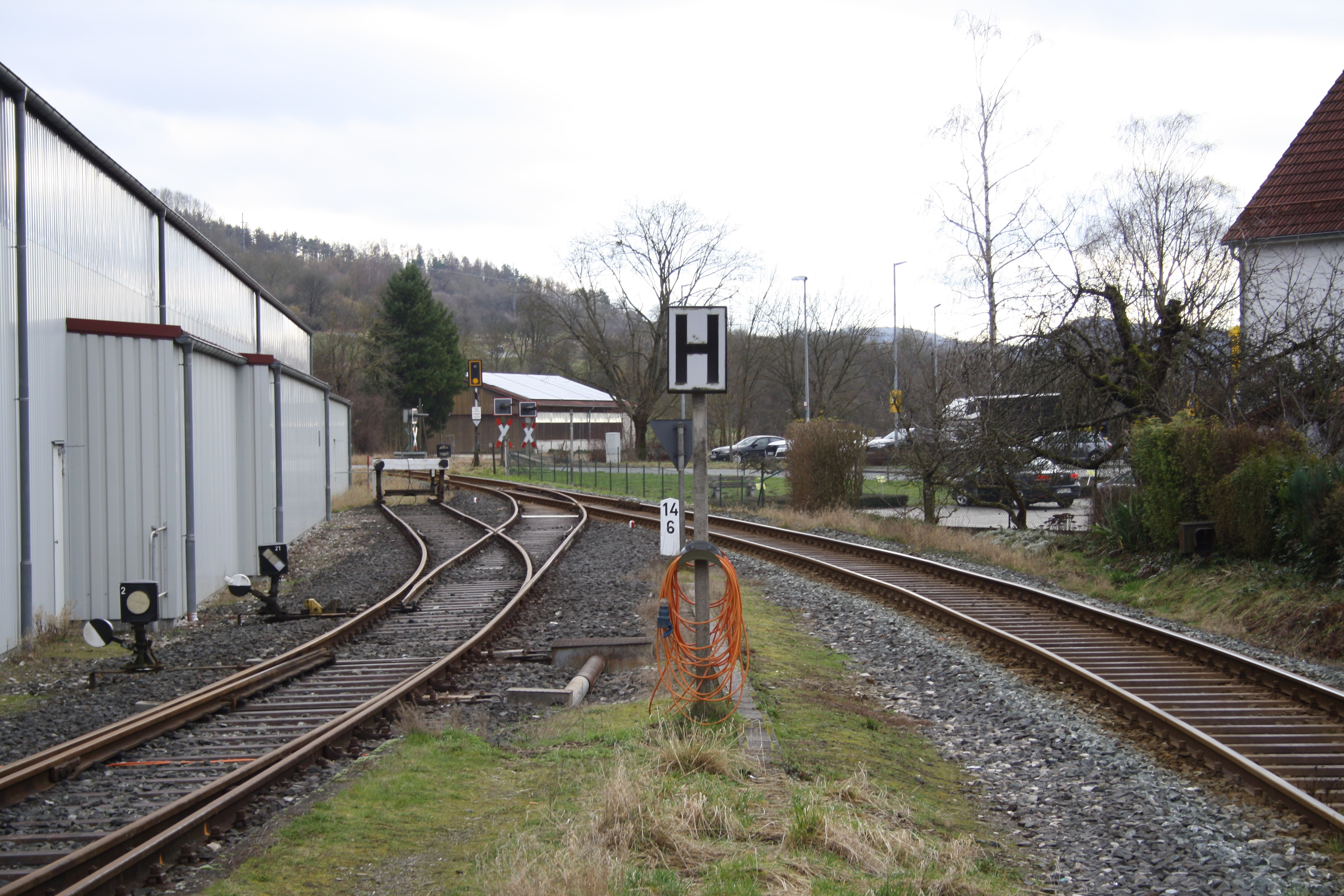
Gleisverbindung und Infrastrukturgrenze am südlichen Bahnhofskopf
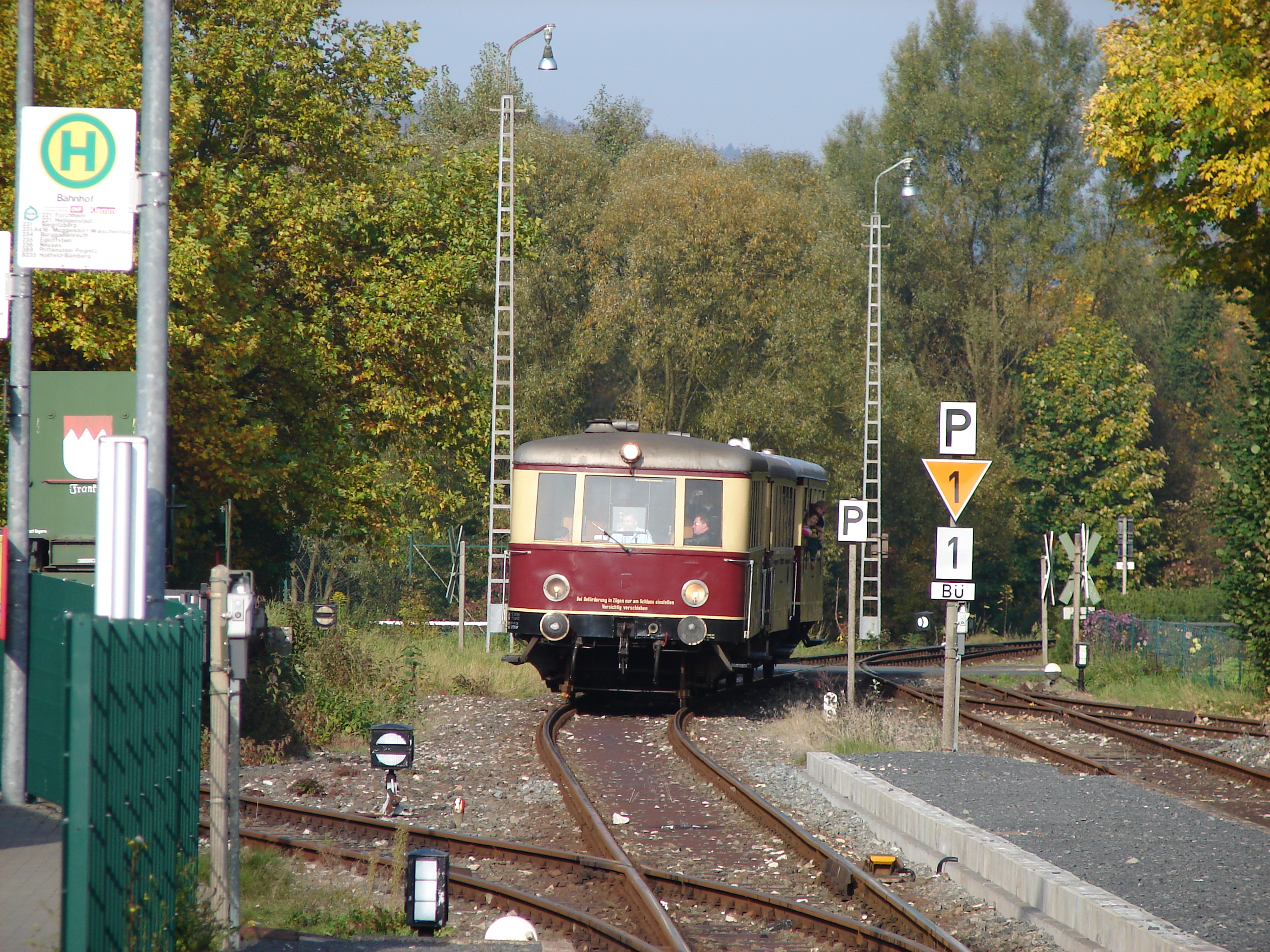
Nördlicher Bahnhofskopf mit einfahrendem Dieseltriebwagen135 069 der Museumseisenbahn Dampfbahn Fränkische Schweiz (2008)
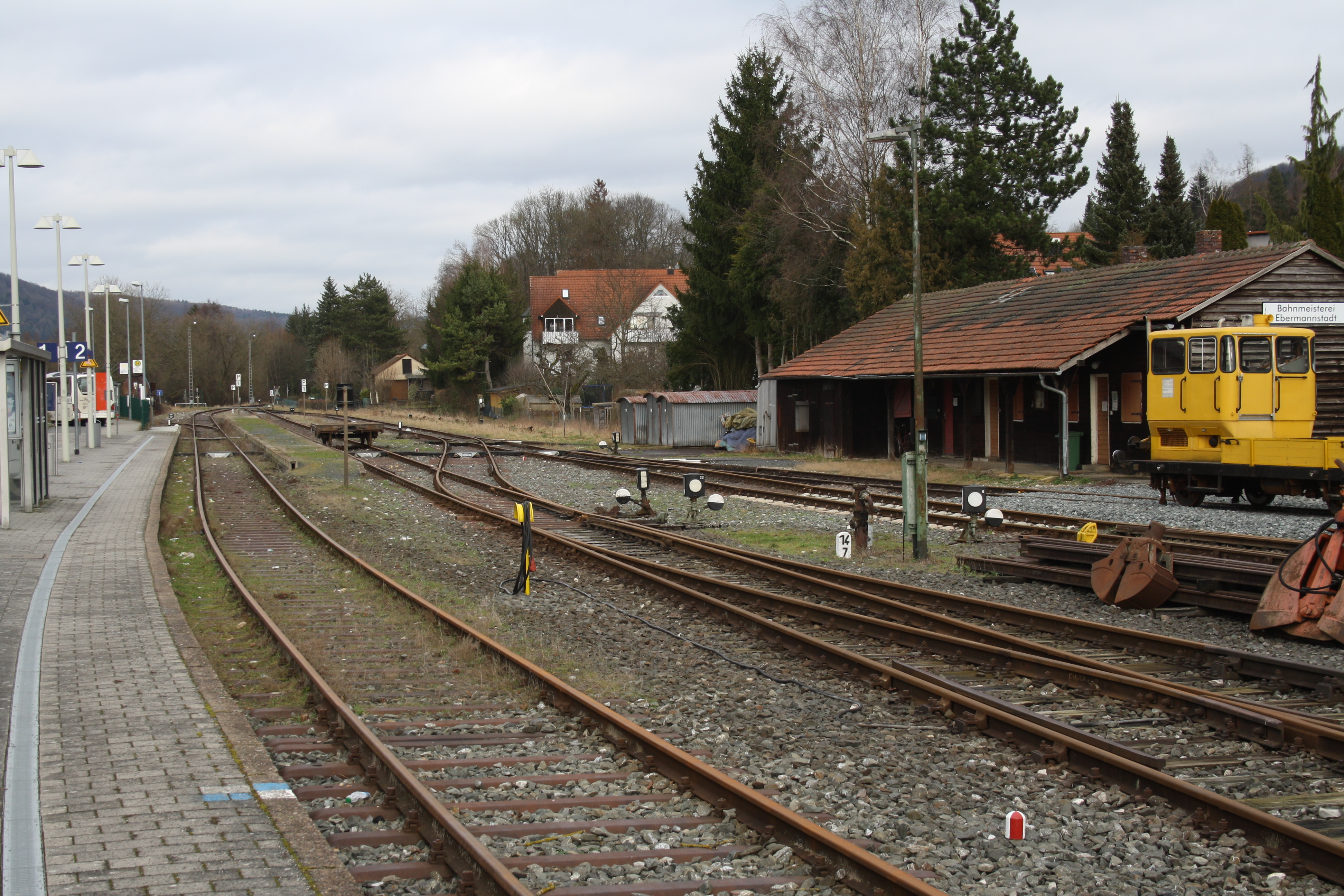
Bahnhofsteil der Dampfbahn Fränkische Schweiz
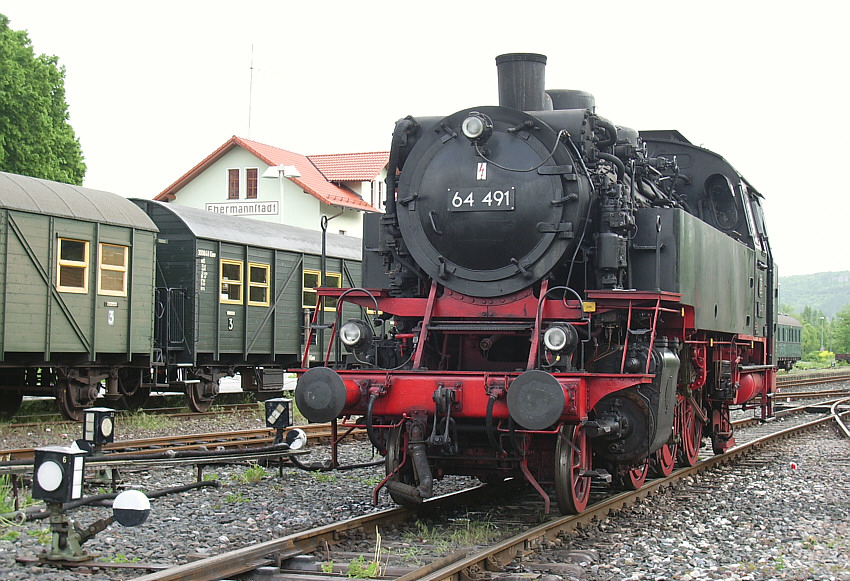
Dampflokomotive 64 491 der Dampfbahn Fränkische Schweiz im Bahnhof Ebermannstadt (2006)

## Verkehr

### Forchheim–Ebermannstadt
Auf dem Streckenabschnitt Forchheim–Ebermannstadt verkehren seit der Betriebsübernahme am 12. Juni 2011 stündlich einteilige Dieseltriebwagen der Baureihe 650 (Stadler Regio-Shuttle RS1) betrieben durch die private Verkehrsgesellschaft agilis. Im Vergleich zum vorherigen Betrieb durch die Deutsche Bahn verkehren mehr Zugleistungen auch am Abend und es herrscht ein dichterer Takt, auch am Wochenende.
Nach Betriebsschluss um etwa 23 Uhr wird der bis dahin verkehrende Triebzug in Ebermannstadt abgestellt.

### Ebermannstadt–Behringersmühle
Auf der Strecke Ebermannstadt–Behringersmühle wurde der Personenverkehr zum 30. Mai 1976 eingestellt. Der Güterverkehr hatte auf diesem Streckenabschnitt noch nie eine große Rolle gespielt, somit wurde von der Deutschen Bundesbahn ein Abbau der Gleisanlagen geplant. Gegen die absehbare Entwicklung regte sich schon 1974 Widerstand, schließlich gelang es der Dampfbahn Fränkische Schweiz die Bahnstrecke zu kaufen.
Seit 1980 verkehren historische Dampf- oder Diesellokomotiven als Museumsbahn nach einem festen Fahrplan, inzwischen vom 1. Mai bis 31. Oktober an jedem Sonn- oder Feiertag.
| Linie | Strecke                                             | Strecke                                             | Strecke                                             | Taktfrequenz | Fahrzeugmaterial                         | Betreiber                              |
| ----- | --------------------------------------------------- | --------------------------------------------------- | --------------------------------------------------- | ------------ | ---------------------------------------- | -------------------------------------- |
| RB 22 | (Lichtenfels – Bamberg –) Forchheim – Ebermannstadt | (Lichtenfels – Bamberg –) Forchheim – Ebermannstadt | (Lichtenfels – Bamberg –) Forchheim – Ebermannstadt | Stundentakt  | Baureihe 650 (Stadler Regio-Shuttle RS1) | agilis Verkehrsgesellschaft (agilis V) |

### Digitale Pilotstrecke
Das Bayerische Staatsministerium für Wohnen, Bau und Verkehr fördert eine Vorstudie zu autonomen Zugfahren im Landkreis Forchheim. Die Bahnstrecke Forchheim–Ebermannstadt gehört jetzt zu einem Pilotprojekt.